# (159827) Keithmullen
(159827) Keithmullen est un astéroïde de la ceinture principale.

## Description
(159827) Keithmullen est un astéroïde de la ceinture principale. Il fut découvert le 4 octobre 2003 à l'Observatoire Junk Bond par David Healy. Il présente une orbite caractérisée par un demi-grand axe de 3,11 UA, une excentricité de 0,15 et une inclinaison de 4,5° par rapport à l'écliptique.

## Compléments